# 农奴 (电影)
《农奴》（藏語：ཞིང་བྲན་，威利转写：zhing bran）是一部1963年中国拍攝的劇情片，片长约一个半小时。李俊执导，大旺堆、强巴、小旺堆、小多吉、拾崔卓玛主演。八一电影制片厂发行。主要讲述了西藏农奴在西藏土地改革前的悲惨生活，以及他们与解放军共同鎮壓1959年藏区骚乱的故事。

## 剧情
影片讲述旧西藏出生的农奴强巴，幼年时父亲被贵族害死，奶奶把他养到十几岁也撒手人寰。老爷郎杰强迫他做家奴，百般凌虐。强巴由於偷吃朵瑪被打，装哑来忍受，直到铁匠格桑的妹妹兰朵告诉他解放军入藏。强巴背老爷过河时故意摔他来报复，自己受伤，但被解放军所救。强巴和兰朵逃跑时跳江，后被搭救，强巴到土登活佛的寺庙里成为喇嘛。朗杰和土登活佛叛乱，失败了。强巴揭穿土登放火燒寺嫁禍給解放軍，与兰朵相会後，重新开口说的第一句话是「我有好多話要說！毛主席！」

## 制作
1959年，《人民日报》发表文章《西藏的革命和尼赫鲁的哲学》，使本片编剧黄宗江有了写一部关于西藏的剧本的念头。在接下来的四年中，他两次入藏，最长的一次待了半年，亲身经历了中国共产党主导的“西藏民主改革”，积累了丰富的素材。电影主人公强巴的名字就来自于黄宗江在西藏看过的一部名叫《强巴的命运》的活报剧。剧本的名称从《装哑巴传》、《强巴的遭遇》、《铁匠与哑巴传》直到《农奴》曾多次修改，最后拍摄的影片与剧本中的剧情也有很多不同。1960年代初，《农奴》开始拍摄，被确定为中华人民共和国国庆15周年的献礼片。影片所有汉族主创均来自八一电影制片厂，导演为后来执导《闪闪的红星》、《归心似箭》、《大决战》等片的李俊，李俊曾于1954年拍摄了《通向拉萨的幸福道路》，对西藏较为熟悉。
1963年3月，八一电影制片厂到西藏话剧团挑演员。电影拍了一年，外景在拉萨完成，寺庙的场景在哲蚌寺和色拉寺，内景在八一厂摄影棚内完成。藏族演员在拍摄时全部说藏语，后期进行了汉语配音。
黄宗江在著作中表示，他對西藏及其歷史所知不多，對西藏歷史的了解完全來自政府文件。他在本片拍攝完成前去過西藏三次，最長的一次待了6個月。:124他編劇是要表達三個重點：:124
1. 暴露農奴社會的黑暗殘暴。
2. 從階級鬥爭角度，揭露誰要推翻農奴制度，誰要維護農奴制度。
3. 顯示中共在西藏革命的作用，以及藏人在土地改革後建設社會主義的角色。

## 演员
主角農奴強巴的青、少年时期分别由两个演员饰演，两人都叫旺堆。饰演少年强巴的小旺堆出生在拉萨市，6岁被卖给大喇嘛当奴隶，后被转卖到给一个农奴主。
大旺堆出生於于山南贡嘎县昌果乡的一个归山南泽昭岭寺庙所有的農奴家庭，原名扎西，是一名遗腹子，与母亲和继父生活。他家由於借了高利貸還不起，全家連夜逃跑，從一家領主跑到另一家領主。十三四岁时，扎西母亲去世，扎西利用去拉萨的机会逃跑，成為色拉寺的喇嘛，因為農奴跑到寺院裡，農奴的領主不會去抓人。两年后他去了哲蚌寺。后来扎西离开哲蚌寺，1956年成为解放军七一农场的工人，并给自己改名为旺堆。1958年8月，旺堆被安排到陕西咸阳的西藏公学（现西藏民族大学）上学，第二年被招入西藏歌舞团，1959年9月旺堆被安排到上海戏剧学院的藏族班学习话剧表演，1962年5月，藏族班毕业汇报演出田汉编剧的《文成公主》进京表演，旺堆在剧中扮演到长安求婚的使者禄东赞。1963年3月，被《农奴》导演组选中，饰演男主角强巴。导演李俊说，当时选中他除了其农奴出身，还有就是他似乎能喷出怒火的眼睛。
影片中很多老年角色其实是由年轻演员饰演的，如强巴奶奶的扮演者拾雀卓玛在拍摄时仅有23岁，强巴阿妈的扮演者强巴仅有19岁，六十多岁的曲佩活佛的饰演者也仅有26岁。

## 獎項
- 1964年，该片編劇黃宗江凭本片获得解放軍總政治部創作獎。[4]
- 1981年，该片获马尼拉国际电影节金鹰奖。[10]

## 評論
澳大利亞國立大學 John Powers 教授指出，本片深刻影響了中國人對於西藏的看法，以及中國在西藏所扮演的「解放者」角色。:125本片描繪藏人的野蠻，與1950年代好萊塢西部片描繪印第安人的野蠻十分相似。如薩依德所說，東方主義觀點造成的一個結果，是使人侷限在刻板印象裡。:125本片把藏人描寫成骯髒、野蠻，也冒犯了許多藏人，特別是在拉薩。《China's Tibet?: Autonomy Or Assimilation》一書作者華倫·W·史密斯認為這部電影是編造的神話。
藏學家茨仁夏加表示，當本片在拉薩放映時，沒有藏人因此反感上層對人民的階級壓迫。他的母親和朋友們為了怕被指控為同情封建地主，把萬金油塗在眼睛下面刺激流淚。本片演到強巴由於偷吃朵瑪被打時，拉薩的觀眾所看到的不是階級壓迫，而是偷竊聖物造成的業報。本片在西藏常被稱為「偷朵瑪的強巴」，很少稱為「农奴」至今。
藏學家羅伯·巴聶特指出本片描述藏族文化還是犯了一些錯誤，例如有一幕是強巴與祖母以逆時針方向繞佛寺（繞佛寺應該以順時針方向繞），藏族觀眾會注意到這種錯誤。茨仁夏加表示，這是因為藏族演員只准聽話，不許糾正本片中的錯誤。
哈佛大學學者Tashi Rabgay表示，把旧西藏描寫成「由地主與農奴組成的封建社會」是歷史修正主義，不符合事實；旧西藏也有商人，牧民，貿易商，無產權負擔的農民，獵人，土匪，出家人，音樂家，貴族和藝術家。Mikel Dunham等人認為這部電影是中华人民共和国政府宣傳的代表作之一，影片中的歷史修正主義至今依然存在。
藏族作家、國際婦女勇氣獎得主唯色認為，本片是中华人民共和国政府改寫西藏歷史的第一部電影，其目的是為了獲得殖民的權力與合理性；這類紅色文藝作品，導致中國人對西藏認識產生曲解。本片基於意識形態所需、配合軍事、政治的帝國主義意圖，對西藏、藏人及其宗教文化進行歧視性及妖魔化的描寫，醜化了西藏各階層。她还认为该片中攻擊了藏傳佛教，演出「強巴」角色的演員後來信奉了藏傳佛教是一种反讽。
中国人民解放军八一电影制片厂导演严寄洲认为“这部影片，很容易把导演引向猎奇、恐怖、神秘的歪路，也很容易拍得异常压抑低沉。而我们看到的，则是质朴浑厚的风格、粗犷豪迈的笔触和浓郁的地方色彩。”
中國共產黨上海作协党组书记汪澜认为《农奴》中的农奴主和农奴的关系是非黑即白的，而非是一个人的个体。

## 相关
片中解救强巴的解放军士兵使用第3型AK击毙叛逃的贵族老爷，是AK-47自动步枪首次出现在苏联之外的外国电影荧幕上。